# Type library
TLB (англ. Type Library — библиотека типов) — иерархическое хранилище информации о возможностях ActiveX-сервера в OLE Automation.
Библиотека типов — одно из ключевых понятий технологии OLE Automation. Библиотека типов представляет собой иерархическое (трёхуровневое, считая корневой элемент) хранилище информации о возможностях ActiveX-сервера. Чаще всего библиотека типов хранится либо как отдельный файл с расширением «.tlb» или «.olb», либо внутри (в ресурсах) ActiveX-компонента, который она описывает. Кроме того, библиотека типов может находиться в составном документе OLE.

## Причины создания
С появлением технологии ActiveX возникла необходимость в наличии единого рекомендованного способа получения подробных сведений об ActiveX-компоненте: списка реализуемых им классов и поддерживаемых интерфейсов, их идентификаторов, кратких описаний и прочего. С этой целью и были введены библиотеки типов.

## Логическая структура
Библиотека типов является трёхуровневым иерархическим хранилищем: вершиной иерархии является сама библиотека (англ. Type Library), представляющая собой набор типоописаний (англ. Type Info), являющихся, в свою очередь, контейнерами элементов третьего уровня — членов (англ. Member).
Все три типа элементов имеют одинаковый набор базовых характеристик:
- имя (англ. Name),
- краткое описание (англ. Documentation String),
- файл справки (hlp или chm) и идентификатор справочной статьи (англ. Help File Name и англ. Help Context ID).

Кроме того, библиотека и типоописания имеют уникальные 128-битные идентификаторы, а члены — 32-битные (уникальные в пределах одного типоописания). Идентификатор библиотеки называется LIBID, члена — MEMBERID. Название идентификатора типоописания зависит от вида типоописания.
В библиотеке типов могут описываться сущности восьми различных видов. Каждое типоописание определяет одну из них. В соответствии с этим, атрибутом типоописания, имеющим первостепенную важность при разборе типоописания, является вид типоописания (англ. Type Kind). Этот атрибут устанавливает вид сущности, описываемой данным типоописанием, и, тем самым, задаёт способ интерпретации всех прочих параметров и подчинённых элементов типоописания.
Следующая таблица показывает возможные виды сущностей:
| Сущность            | Члены                                  | Type Kind       | Название идентификатора |
| ------------------- | -------------------------------------- | --------------- | ----------------------- |
| Перечисление (Enum) | Константы                              | TKIND_ENUM      | —                       |
| Объединение (Union) | Поля объединения                       | TKIND_UNION     | —                       |
| Структура           | Поля структуры                         | TKIND_RECORD    | —                       |
| COM-интерфейс       | Методы, свойства, поля класса, события | TKIND_INTERFACE | IID (Interface ID)      |
| Disp-интерфейс      | Методы, свойства, поля класса, события | TKIND_DISPATCH  | IID (Interface ID)      |
| COM-класс           | Поддерживаемые COM-интерфейсы          | TKIND_COCLASS   | CLSID (Class ID)        |
| Псевдоним           | —                                      | TKIND_ALIAS     | —                       |
| Обычный модуль      | Функции, свойства, переменные          | TKIND_MODULE    | —                       |

## Значение
TLB содержит ряд важной информации, необходимой как при разработке, так и в процессе работы приложений.
- Описание метода интерфейса в числе прочего содержит:
  - Смещение ячейки данного метода в VTable. Компилятор может сгенерировать код, осуществляющий вызов метода по типу раннего связывания, только если ему известно смещение.
  - DispId (для Disp-интерфейсов) — особый числовой идентификатор метода. Компилятор может сгенерировать код, осуществляющий вызов метода по типу позднего связывания по DispId’у, только если ему известно значение этого идентификатора. В противном случае, возможно только позднее связывание по имени метода.
  - Соглашение о вызове. При использовании раннего связывания генерация осуществляющего вызов кода принципиально невозможна, если не известно используемое соглашение.
- Описание функции из модуля содержит информацию о динамической библиотеке, экспортирующей данную функцию, её (функции) экспортное имя и/или ординал. Компилятор может сгенерировать корректную таблицу импорта, только если он обладает всеми этими сведениями.
- Описания интерфейсов и классов содержат информацию об их уникальных идентификаторах (IID и CLSID соответственно). Программа не может запросить у OLE создание объекта требуемого класса, если не известен его CLSID, или запросить у объекта требуемый интерфейс, если не известен его IID.
- Описания членов интерфейсов и модулей содержат информацию о количестве и типах параметров, о типах возврата (то есть прототипы), что позволяет компилятору проверить правильность вызовов.
- Библиотека типов содержит информацию, необходимую для осуществления маршалинга.
- При поддержке средой разработки, ощутимую помощь разработчику оказывают краткие описания элементов библиотеки. Кроме того, разработчик может «встать» кареткой на интересующий идентификатор и (обычно нажатием F1) получить подробную справочную информацию по нему, благодаря тому, что для каждого элемента может храниться ссылка на файл справки и соответствующую справочную статью.
- Технологии автодополнения, такие как IntelliSense, могут использовать библиотеки типов как источник информации.
- Во время работы программы, имея ссылку на неизвестный объект, можно получить о нём почти всю информацию, при условии, что он поддерживает интерфейс ITypeInfo. В этом случае чаще всего объект, чтобы предоставить информацию о себе, использует ITypeInfo, полученный в результате загрузки своей же TLB[4].

C точки зрения хранимых сведений, библиотека является более продвинутым аналогом заголовочных файлов.

## Использование

### Программное
OLE API предлагает функции, позволяющие загрузить библиотеку типов и работать с ней через интерфейсы ITypeLib и ITypeLib2, а с хранящимися в ней сущностями — через ITypeInfo и ITypeInfo2.

### Языки программирования и среды разработки

#### Microsoft Visual Basic
Для Visual Basic поддержка TLB является естественной и неотъемлемой, так как это единственный механизм, позволяющий привнести в пространство имён проекта информацию об уже существующих интерфейсах, классах, типах: язык позволяет объявлять свои, новые интерфейсы и классы, но не уже существующие. Так, например, большинство «встроенных» функций, типов, классов и интерфейсов языка объявлены в соответствующих библиотеках типов.
Библиотека типов подключается к проекту через Project→References (или косвенно, через Project→Components). Несколько «базовых» библиотек подключены изначально и не поддаются отключению.

#### Microsoft Visual C++
MSVC++ дополнен специальной директивой препроцессора #import, создающей для подключаемой библиотеки типов отдельное пространство имён, а для каждой описанной в библиотеке сущности — соответствующее C++-совместимое объявление.
Пример:
```
// Импорт библиотеки типов по имени tlb-файла

#import "../tlb/foobar.tlb"

// Импорт библиотеки типов из ресурсов PE-файла

#import "winhttp.dll"

// Импорт библиотеки по её LIBID'у

#import "libid:12341234-1234-1234-1234-123412341234"

```

#### Borland DelphiиBorland C++ Builder
В этих средах разработки имеется мастер импорта компонентов (англ. Import Component Wizard), доступный через меню Component→Import Component, позволяющий сгенерировать на основе библиотеки типов соответствующий pas- или h-файл с объявлениями.

#### PHP
В PHP имеется функция com_load_typelib(), которая загружает библиотеку типов и регистрирует в пространстве имён PHP константы из этой библиотеки. Функция com_print_typeinfo() выводит адаптированный дамп типоописания указанного класса/интерфейса.

## Создание

### Программное
OLE API предоставляет функции CreateTypeLib, CreateTypeLib2, интерфейсы ICreateTypeLib, ICreateTypeLib2, ICreateTypeInfo, ICreateTypeInfo2, с помощью которых задача создания и сохранения произвольной библиотеки типов решается программно. Разработчики могут создавать свои собственные приложения для создания библиотек типов, пользуясь этими API-функциями и интерфейсами.

### Ручное
Для разработки библиотек типов Microsoft создала специальный язык MIDL. Исходные файлы, написанные на этом языке, компилируются с помощью одноимённой утилиты-компилятора midl.exe. Раньше для этих целей использовался mktyplib.exe, который в данное время считается устаревшим и не рекомендован к использованию. Существует значительная разница между требованиями этих двух утилит к входным данным: далеко не всякий код, верный для первого, будет верен для второго, и наоборот.
```
[

  
odl,

  
uuid(D8F015C0
-
C278
-
11CE
-
A49E
-
444553540000
),

  
helpstring(
"Definition of interface IShellDispatch"
),

  
hidden,

  
dual,

  
oleautomation
]
interface
 
IShellDispatch
 
:
 
IDispatch
 
{

    
[id(0x60020000),
 
propget,
 
helpstring(
"Get Application object"
)]

    
HRESULT
 
Application([out,
 
retval]
 
IDispatch
**
 
ppid);

    
[id(0x60020001),
 
propget,
 
helpstring(
"Get Parent object"
)]

    
HRESULT
 
Parent([out,
 
retval]
 
IDispatch
**
 
ppid);

    
[id(0x60020002),
 
helpstring(
"Get special folder from ShellSpecialFolderConstants"
)]

    
HRESULT
 
NameSpace(

                    
[in]
 
VARIANT
 
vDir,
 

                    
[out,
 
retval]
 
Folder
**
 
ppsdf);

    
[id(0x60020003),
 
helpstring(
"Browse the name space for a Folder"
)]

    
HRESULT
 
BrowseForFolder(

                    
[in]
 
long
 
Hwnd,
 

                    
[in]
 
BSTR
 
Title,
 

                    
[in]
 
long
 
Options,
 

                    
[in,
 
optional]
 
VARIANT
 
RootFolder,
 

                    
[out,
 
retval]
 
Folder
**
 
ppsdf);

    
[id(0x60020004),
 
helpstring(
"The collection of open folder windows"
)]

    
HRESULT
 
Windows([out,
 
retval]
 
IDispatch
**
 
ppid);

    
[id(0x60020005),
 
helpstring(
"Open a folder"
)]

    
HRESULT
 
Open
([in]
 
VARIANT
 
vDir);

    
[id(0x60020006),
 
helpstring(
"Explore a folder"
)]

    
HRESULT
 
Explore([in]
 
VARIANT
 
vDir);

    
[id(0x60020007),
 
helpstring(
"Minimize all windows"
)]

    
HRESULT
 
MinimizeAll();

    
[id(0x60020008),
 
helpstring(
"Undo Minimize All"
)]

    
HRESULT
 
UndoMinimizeALL();

    
[id(0x60020009),
 
helpstring(
"Bring up the file run"
)]

    
HRESULT
 
FileRun();

    
[id(0x6002000a),
 
helpstring(
"Cascade Windows"
)]

    
HRESULT
 
CascadeWindows();

    
[id(0x6002000b),
 
helpstring(
"Tile windows vertically"
)]

    
HRESULT
 
TileVertically();

    
[id(0x6002000c),
 
helpstring(
"Tile windows horizontally"
)]

    
HRESULT
 
TileHorizontally();

    
[id(0x6002000d),
 
helpstring(
"Exit Windows"
)]

    
HRESULT
 
ShutdownWindows();

    
[id(0x6002000e),
 
helpstring(
"Suspend the pc"
)]

    
HRESULT
 
Suspend();

    
[id(0x6002000f),
 
helpstring(
"Eject the pc"
)]

    
HRESULT
 
EjectPC();

    
[id(0x60020010),
 
helpstring(
"Bring up the Set time dialog"
)]

    
HRESULT
 
SetTime();

    
[id(0x60020011),
 
helpstring(
"Handle Tray properties"
)]

    
HRESULT
 
TrayProperties();

    
[id(0x60020012),
 
helpstring(
"Display shell help"
)]

    
HRESULT
 
Help
();

    
[id(0x60020013),
 
helpstring(
"Find Files"
)]

    
HRESULT
 
FindFiles();

    
[id(0x60020014),
 
helpstring(
"Find a computer"
)]

    
HRESULT
 
FindComputer();

    
[id(0x60020015),
 
helpstring(
"Refresh the menu"
)]

    
HRESULT
 
RefreshMenu();

    
[id(0x60020016),
 
helpstring(
"Run a Control Panel Item"
)]

    
HRESULT
 
ControlPanelItem([in]
 
BSTR
 
szDir);

```

## Расширяемость
Формат файла библиотеки типов предусматривают возможность расширения набора хранимых в библиотеке сведений. Для того, чтобы сохранить в библиотеке некоторую информацию, хранение которой изначально не предусмотрено, существует возможность снабдить любой элемент иерархии (библиотеку, типоописание, член), а также параметр метода/функции блоком произвольных данных (англ. Custom Data).
Microsoft не устанавливает какого-либо формата блока произвольных данных — это могут быть любые данные, способные быть сохранёнными в Variant-переменной. При таком подходе возможны ситуации, когда разные разработчики будут использовать эту возможность для различных целей, что привело бы к многочисленным проблемам несовместимости. Чтобы подобных коллизий не возникало, при сохранении и получении произвольных данных необходимо указывать уникальный идентификатор (GUID), который однозначно определяет смысл блока произвольных данных и, как следствие, его формат.
Таким образом, любой элемент может быть снабжён не одним, а несколькими блоками произвольных данных, причём разные блоки могут быть оставлены разными программами и служить совершенно разным целям.
На практике, библиотеки типов, в которых бы использовалась эта возможность, встречаются крайне редко.

## Прочее

### Утилиты
Следующие утилиты могут быть использованы при работе с библиотеками типов:
- MIDL (конс.)
Компилятор языка MIDL, создаёт TLB-файл на основе исходного кода.
- MkTypLib (конс.)
Устаревший и не рекомендованный к использованию компилятор для создания TLB-файлов. Синтаксис входных файлов отличается от оного у MIDL’а. При необходимости компиляции исходников, написанных в «старом стиле», рекомендуется использовать MIDL с ключом /mktyplib203[11].
- regtlib (конс.)
Утилита для регистрации библиотек типов в реестре.
- regsvr32 (оконн.)
Утилита для регистрации ActiveX-серверов в реестре. При регистрации обычно косвенным образом регистрируется и TLB, хранящаяся в ресурсах ActiveX-сервера.
- Microsoft OLE View (оконн.)
Утилита, отображающая список всех зарегистрированных в системе библиотек типов, позволяющая также просматривать содержимое любой из них. Способна восстанавливать исходный код просматриваемого элемента (всей библиотеки/типоописания/члена). Поставляется вместе с Microsoft Visual Studio 6.0.
- Обозреватель объектов (англ. Object Browser) в Visual Basic есть не что иное, как обозреватель подключенных к проекту библиотек типов.

### Нецелевое использование
При разработке в среде Visual Basic библиотеки типов нередко используются не по своему прямому назначению, а для осуществления раннего импорта обычных WinAPI-функций, как единственно возможный в VB вариант осуществления импорта через таблицу импорта.
```
...

	
typedef
 
struct
 
tagCOMBOBOXEXITEMA

	
{

		
ComboBoxExItemMaskFlags
 
mask;

		
int
 
iItem;

		
int
 
pszText;

		
int
 
cchTextMax;

		
int
 
iImage
;

		
int
 
iSelectedImage;

		
int
 
iOverlay;

		
int
 
iIndent;

		
LPARAM
 
lParam;

	
}
 
COMBOBOXEXITEMA,
 
*
PCOMBOBOXEXITEMA;

	
[dllname(
"comctl32.dll"
)]

	
module
 
ComCtl

	
{

		
[entry(
"InitCommonControlsEx"
)]

		
int
 
InitCommonControlsEx(LPINITCOMMONCONTROLSEX
 
lpInitCtrls);

		
[entry(
"ImageList_ReplaceIcon"
)]

		
int
 
ImageList_ReplaceIcon(HIMAGELIST
 
himl,
 
int
 
i,
 
HICON
 
hicon);

	
}

	
[dllname(
"user32.dll"
)]

	
module
 
IconsAPI

	
{

		
[entry(
"LoadImageW"
)]

		
int
 
LoadImage(int
 
hinst,
 
void
*
 
lpszName,
 
int
 
uType,
 
int
 
cxDesired,
 
int
 
cyDesired,
 
int
 
fuLoad);

	
}
...

```